# セナ・ウーシッチ
セナ・ウーシッチ＝ヨグニツァ（Senna Ušić-Jogunica, 1986年5月14日 - ）は、クロアチアの女子バレーボール選手。ザグレブ出身。ポジションはアウトサイドヒッター。クロアチア代表。

## 来歴
2006年にクロアチアのクラブからイタリア・セリエAのシリオ・ペルージャへ移籍。同年欧州チャンピオンズリーグ優勝、2007年のリーグ優勝、コッパ・イタリア優勝、CEVカップで優勝した。
2007年に日本のVプレミアリーグのパイオニア・レッドウィングスへ移籍。1シーズンプレーしたのち、2008年にセリエAに戻った。クロアチア代表として2009年のヨーロッパ選手権、2010年世界選手権に出場した。
2011年よりトルコリーグの強豪エジーザジュバシュ・ヴィトラに移籍した。2011-12シーズンにトルコリーグの優勝に貢献した。2013年のヨーロッパ選手権、2014年の世界選手権では攻守にチームを牽引した。

## 球歴
- 2005年 - 世界選手権2006欧州大陸予選
- 2009年 - 世界選手権2010欧州大陸予選
- 2009年 - ヨーロッパ選手権
- 2010年 - 世界選手権
- 2013年 - ヨーロッパ選手権
- 2014年 - FIVBワールドグランプリ
- 2014年 - 世界選手権

## 所属クラブ
- OK Velika Gorica（2003-2005年）
- シリオ・ペルージャ （2005-2007年）
- パイオニア・レッドウィングス （2007-2008年）
- チェゼーナ （2008-2009年）
- スカボリーニ・ペーザロ （2009年-2011年）
- エジザージュバシュ・ヴィトラ（2011-2014年）
- 上海東浩蘭生（中国語版）（2014-2015年）
- サヴィーノ・デルベーネ・スカンディッチ（2014-2015年）
- 上海東浩蘭生（中国語版）（2015-2016年）
- イル・ビゾンテ・フィレンツェ（2015-2016年）
- Álftanes（2022-2023年）